# Levitation

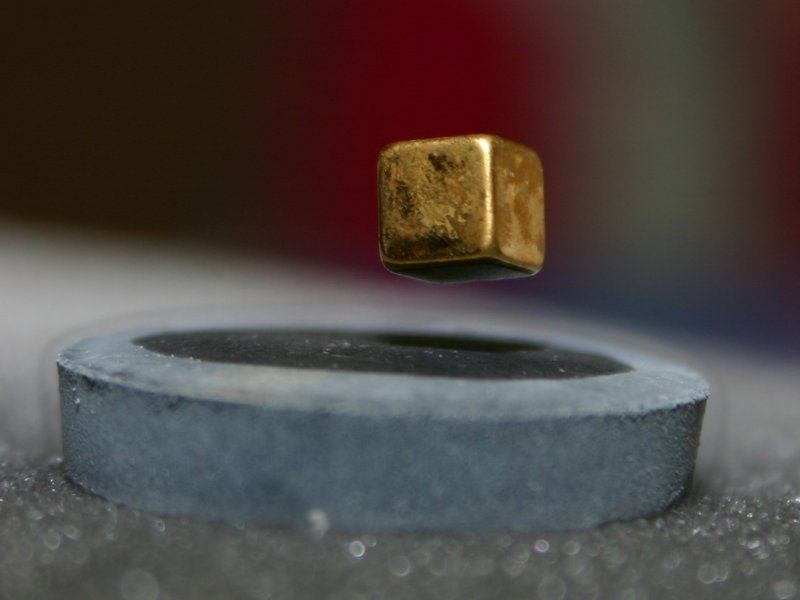
En kubmagnet som svävar över ett supraledande material (känd som Meissnereffekten)

Levitation (från latin levitas, lyfta upp), fenomen som innebär att något lyfts upp och svävar fritt i luften. Uttrycket används i parapsykologi och spiritism om svävande vid seanser. Förmågan att levitera har även tillskrivits vissa helgon.
Levitation åstadkoms genom att tillhandahålla en uppåtriktad kraft som motverkar gravitationens dragningskraft (i förhållande till gravitationen på jorden), plus en mindre stabiliserande kraft som trycker objektet mot en hemposition när det är ett litet avstånd från den hempositionen. Kraften kan vara en fundamental kraft såsom magnetisk eller elektrostatisk, eller den kan vara en reaktiv kraft såsom optisk, flytande, aerodynamisk eller hydrodynamisk. Levitation utesluter flytande på ytan av en vätska eftersom vätskan ger direkt mekaniskt stöd. Levitation utesluter svävande flygning av insekter, kolibrier, helikoptrar, raketer och ballonger eftersom objektet ger sin egen motgravitationskraft. 
Fenomenet är inte vetenskapligt bevisat. Fotografier och ögonvittnens berättelser har aldrig kunnat utesluta att det rörde sig om någon form av bedrägeri.

## Fysik
Levitation (på jorden eller någon planetoid) kräver en uppåtriktad kraft som uppväger objektets vikt, så att objektet inte faller (accelererar nedåt) eller stiger (accelererar uppåt). För positionsstabilitet måste varje liten förskjutning av det svävande objektet resultera i en liten kraftförändring i motsatt riktning. De små kraftförändringarna kan åstadkommas genom gradientfält eller genom aktiv reglering. Om objektet störs kan det oscillera runt sin slutliga position, men dess rörelse minskar så småningom till noll på grund av dämpningseffekter. (I ett turbulent flöde kan objektet oscillera obegränsat.)
Levitationstekniker är användbara verktyg inom fysikforskning. Till exempel är levitationsmetoder användbara för studier av smältegenskaper vid hög temperatur eftersom de eliminerar problemet med reaktion med behållare och möjliggör djup underkylning av smältor. De behållarlösa förhållandena kan erhållas genom att motverka gravitationen med en levitationskraft istället för att låta ett helt experiment falla fritt.

## Magnetisk levitation

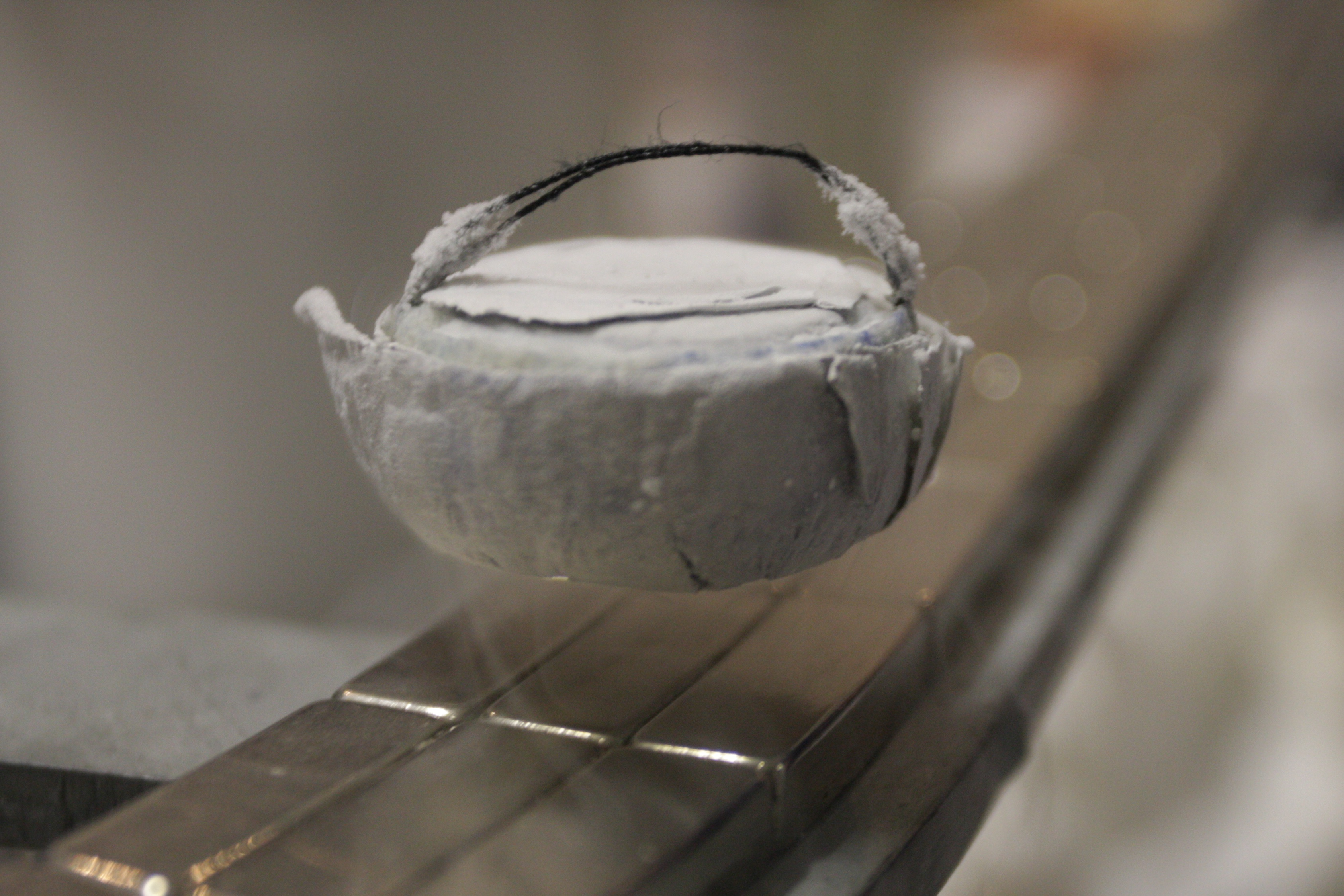
en högtemperatursupraledare som svävar ovanför en magnet

Magnetisk levitation är den vanligaste och mest använda formen av levitation. Denna form av levitation sker när ett föremål svävar med hjälp av magnetfält.
Diamagnetiska material används ofta för demonstrationsändamål. I detta fall uppstår den återvändande kraften från interaktionen med skärmströmmarna. Till exempel svävar ett supraledande prov, som kan betraktas som antingen en perfekt diamagnet eller en idealiskt hård supraledare, lätt i ett omgivande externt magnetfält. Supraledaren kyls med flytande kväve för att sväva ovanpå en magnet och bli superdiamagnetisk. I ett kraftfullt magnetfält som använder diamagnetisk levitation har även små levande djur svävat.
Det är möjligt att få pyrolytisk grafit att levitera genom att placera tunna kvadrater av den ovanför fyra kubmagneter, där nordpolerna bildar en diagonal och sydpolerna bildar den andra diagonalen. Forskare har till och med framgångsrikt fått (icke-magnetiska) vätskedroppar omgivna av paramagnetiska vätskor att levitera. Processen med sådan invers magnetisk levitation kallas vanligtvis för Magneto-Arkimedes-effekten.

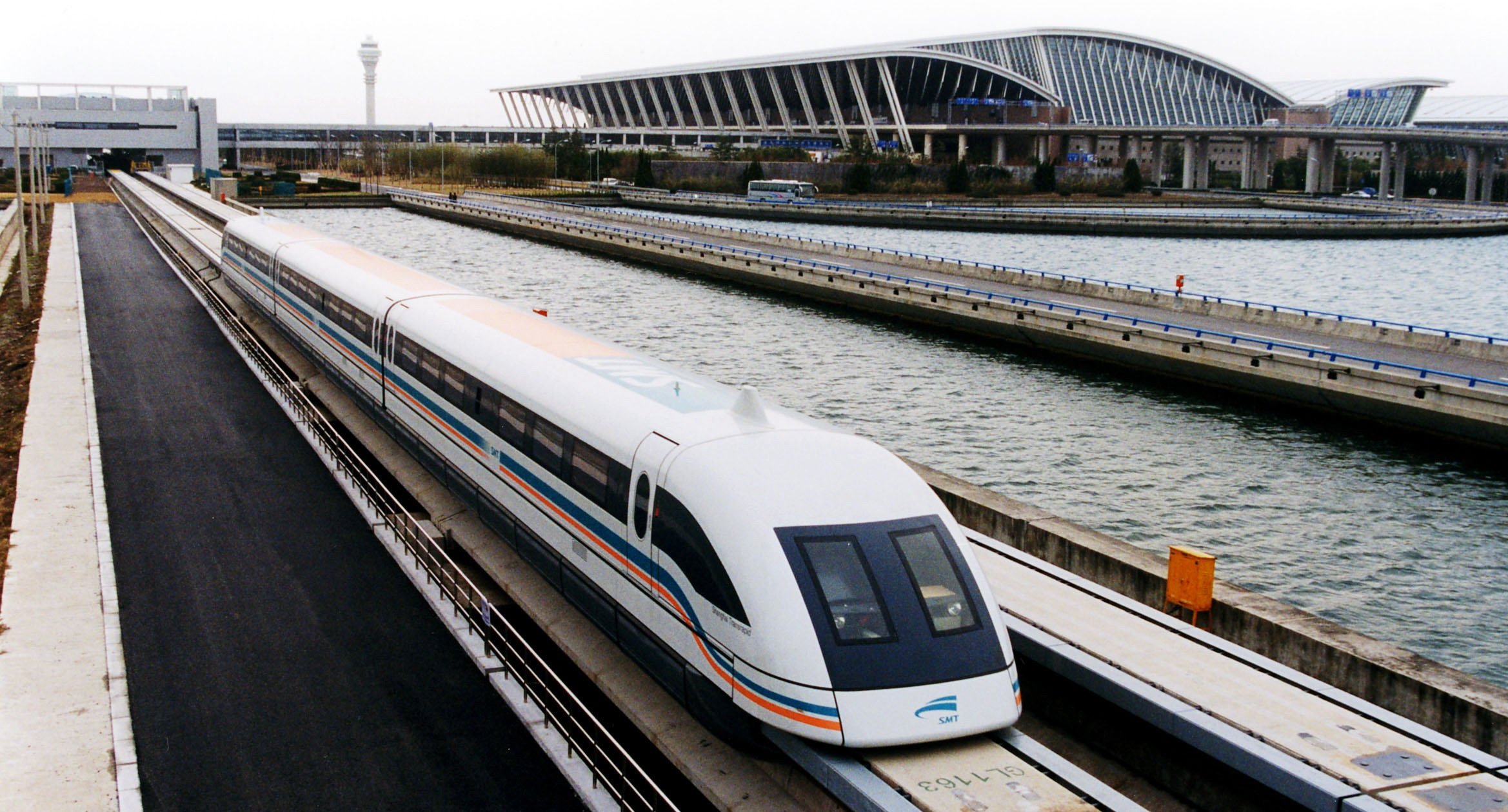
Ett magnetiskt svävande (maglev) tåg avgår från Shanghai Pudong International Airport på världens första kommersiella höghastighets-maglev-linje.

Magnetisk levitation är under utveckling för användning i transportsystem. Till exempel finns det Maglev-tåg som svävas av ett stort antal magneter. På grund av bristen på friktion på styrskenorna är de snabbare, tystare och smidigare än hjulförsedda kollektivtrafiksystem.
Elektrodynamisk fjädring använder växelströmsmagnetfält.

## Elektrostatisk levitation
Vid elektrostatisk levitation används ett elektriskt fält för att motverka gravitationskraften. Vissa spindlar skjuter silke upp i luften för att rida på jordens elektriska fält. 

## Aerodynamisk levitation
Vid aerodynamisk levitation uppnås levitationen genom att objektet får flyta på en gasström, antingen producerad av objektet eller verkande på objektet. Till exempel kan en pingisboll svävas med luftströmmen från en dammsugare inställd på "blås" - och utnyttja Coandăeffekten som håller den stabil i luftströmmen. Med tillräckligt med dragkraft kan mycket stora föremål svävas med hjälp av denna metod.

### Gasfilmslevitation
Denna teknik möjliggör levitation av ett föremål mot gravitationskraften genom att det flyter på en tunn gasfilm som bildas av gasflöde genom ett poröst membran. Med hjälp av denna teknik kan högtemperatursmältor hållas rena från kontaminering och underkylas. Ett vanligt exempel i allmän användning är airhockey, där pucken lyfts av ett tunt luftlager. Svävare använder också denna teknik och producerar ett stort område av högtrycksluft under dem.

## Akustisk levitation
Akustisk levitation använder ljudvågor för att ge en leviterande kraft. 

## Optisk levitation
Optisk levitation är en teknik där ett material svävas mot gravitationens nedåtgående kraft av en uppåtgående kraft som härrör från fotonmomentöverföring (strålningstryck).

## Flytande levitation
Gaser vid högt tryck kan ha en densitet som överstiger den hos vissa fasta ämnen. Således kan de användas för att få fasta föremål att sväva genom flytkraft. Ädelgaser är att föredra på grund av dess icke-reaktivitet. Xenon är den tätaste icke-radioaktiva ädelgasen, med 5,894 g/l. Xenon har använts för att få polyeten att sväva vid ett tryck av 154 atm.

## Casimirstyrkan
Forskare har upptäckt ett sätt att få ultrasmå objekt att levitera genom att manipulera Casimirkraften, som normalt får objekt att klibba ihop på grund av krafter som förutsägs av kvantfältteorin. Detta är dock bara möjligt för mikroobjekt.

## Användningsområden

### Maglevtåg
Magnetisk levitation används för att framföra tåg utan att vidröra spåret. Detta möjliggör mycket höga hastigheter och minskar avsevärt underhållsbehovet för spår och fordon, eftersom det uppstår lite slitage. Detta innebär också att det inte finns någon friktion, så den enda kraften som verkar mot det är luftmotstånd.

### Djurens levitation

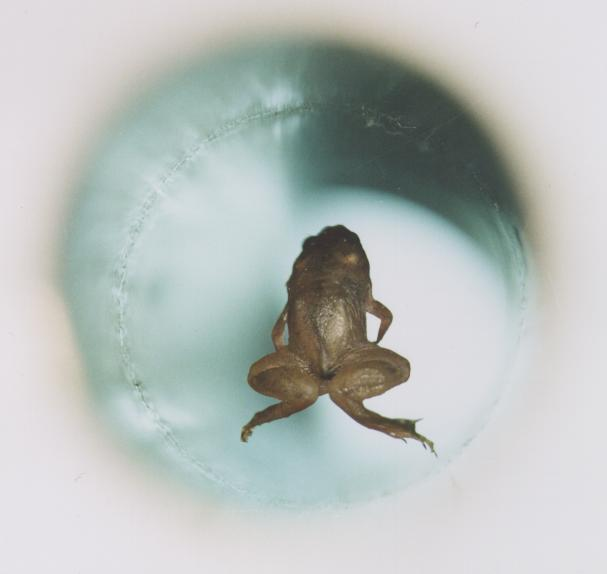
Diamagnetisk levitation av en levande groda.

Forskare har fått grodor, gräshoppor och möss att levitera med hjälp av kraftfulla elektromagneter som använder supraledare, vilket producerar diamagnetisk repulsion av kroppsvatten. Mössen betedde sig förvirrade till en början, men anpassade sig till levitationen efter ungefär fyra timmar utan att uppleva några omedelbara negativa effekter.